# سرارود (سیاهکل)
سرارود یک روستا در ایران است که در بخش مرکزی شهرستان سیاهکل در استان گیلان واقع شده‌است.M

## جمعیت
این روستا در دهستان مالفجان قرار دارد و براساس سرشماری مرکز آمار ایران در سال ۱۳۸۵، جمعیت آن ۴۷ نفر (۱۳ خانوار) بوده‌است.